# ルーシー・ミリジアン
ルーシー・ミリジアン（Lucy Mirigian、1906年8月15日 - 2021年2月12日）はアルメニア系アメリカ人の長寿の女性。

## 来歴
1906年8月15日、オスマン帝国のエルズルムにルシグ・サルキジアンとして生まれる。10代の頃に腸チフスで学校を中退せざるを得なくなった。それ以降は働き、そこで教育を受けた。アルメニア人虐殺の前に同地を離れ、アメリカに移住する。それから死去まで、ずっとカリフォルニア州で暮らしていた。またこのころに片目を失明し、それからは片目は義眼である。。サンフランシスコ、フレズノでアルメニア語を教えていた。多くの友人から「ルーおばさん」と呼ばれていた。2020年10月22日にミニー・ウィッカーが114歳90日で死去したため、カリフォルニア州最高齢の人物となった。
2021年2月12日、114歳181日で死去した。